# 최광식
최광식(崔光植, 1953년 5월 5일~)은 대한민국의 고려대학교 한국사학과 교수이며, 이명박 정부에서 문화체육관광부 장관을 지냈다.
1995년부터 고려대학교 문과대학 한국사학과 교수이다.
2011년 문화재청장을 역임하였다.
2011년 9월 20일 문화체육관광부 장관으로 취임하였다.

## 학력
- 중앙고등학교
- 고려대학교 사학과
- 고려대학교 대학원 한국고대사 석·박사

## 경력
- 효성여자대학교(현 대구가톨릭대학교) 교수
- 고려대학교 교수
- 고구려연구재단 상임이사
- 한국고대사학회 회장
- 고려대학교 박물관장
- 한국고대사학회 고문
- 문화재청 사적분과 문화재위원회 위원
- 국립중앙박물관장(차관급)
- 문화재청장
- 문화체육관광부 장관
- 고려대학교 문과대학 한국사학과 명예교수
- 서일대학교 고문역

## 사건·사고 및 논란

### 문화체육관광부 장관 인사청문회

#### 논문표절 및 이중게재 논란
민주당은 고려대 교수 재직 중 쓴 일부 논문의 자기표절 및 중복게재 의혹이 있다고 지적했으며 한나라당 심재철 의원 역시 “중복게재가 맞다”, “인정하라”고 말했다.
이에 대해 최 후보자는 “인용부호를 하지 않은 것은 불찰이지만 30여 페이지 중 한 페이지를 인용한 것은 자기표절이 아니다”라고 해명하였다.

#### 고려대 출신 낙하산 논란
김재윤 민주당 의원은 “2007년 최 후보자가 개설한 고려대 문화예술 최고위 과정에 이 대통령이 등록했고, 최 후보자는 이 대통령 대선캠프 자문위원이었다”며 “낙하산·보은인사”라고 비판했다.
허원제 한나라당 의원은 “교수에서 장관 내정까지 걸린 시간은 3년 반에 불과하다”며 “능력이 뛰어나다는 반증일 수도 있지만, 대통령과 같은 대학 출신이라 발탁됐다는 말도 있다”고 지적했다.
이경재 한나라당 의원은 “야당에선 낙하산 인사라고 하지만 국립중앙박물관장에서 문화재청, 문화부 장관에 임명된 것은 자연스러운 수순으로 말 그대로 승진일 뿐”이라고 주장했다.
이병석 한나라당 의원은 "특정 대학교를 운운하면서 거기다 화살을 쏟고 있는지 이해를 못하겠다"며 "공직사회에 K대보다 S대가 더 많은데 그럼 S대는 다 낙하산이냐"며 반대 의원들을 꼬집었다.
최 후보자는 “고려대 (출신) 30만명 중 한 명이고, 고대를 나왔다는 이유만으로 장관이 됐다고 생각하지 않는다”고 말했다.

#### 외부강의 부수입 논란
공직에 있던 3년 6개월간 외부 강의를 통해 부수입이 총 4,486만원, 한 달 평균 106만이 넘는 것이 논란이 되었다.
김부겸 민주당 의원은 "최 후보자가 외부강의를 너무 많이 하는 등 경력관리에 너무 집착한다는 평이 있다"고 말했다.
이에 대해 최 후보자는 “중국의 역사 왜곡에 제대로 대응하기 위한 것이었으며, 일과 시간을 피해 특강했다”고 설명했다.

#### 매장문화재보호법 위반 논란
김제윤 민주당 의원은 최 후보자가 문화재청장 시절 제주해군기지 건설공사 승인과 관련‘매장문화재 보호 및 조사에 관한 법률’(이하 ’매장문화재보호법‘)을 위반했다고 주장했다. 제주해군기지 부지에서 문화재 발굴조사 과정에서, 수혈주거지(움집터), 유구 등이 잇따라 발견되고 있으나 문화재청이 해군 측의 공사를 중지시키지 않은 것은 물론 일부 조사완료구역에 대해서는 공사 시행을 승인까지 해주었다는 것이다.
매장문화재보호법에 의하면 시공사는 매장문화재를 발견한 때에는 즉시 공사를 중지해야 하고, 전체 문화재 발굴조사가 완료되기 전에는 공사를 시행할 수 없다.

#### 부실강의 논란
김재윤 민주당 의원은 최 후보자가 고대 교수로 재직하면서 고구려재단 상임이사로 재직시 입길에 올랐던 부실 강의를 지적했다. 후보자는 2005년 1학기부터 2007년 2학기까지의 당시 학생들이 매기는 강의평가에서도 낙제점(F)을 받은 것으로 알려졌다.
이에 최 후보자는 “강의평가는 좋을 때도 있고 안 좋을 때도 있다”며 “점수가 안 좋으면 강의평가가 안 좋을 때도 있다”고 해명했다.

#### 아들 보충역 판정 논란
2001년 9월 아들 최 씨는 신체검사 결과 근시를 제외한 모든 부분에서 정상 판정을 받아 현역 입영 대상인 1급 판정을 받았으나 대학 재학 중이라는 사유로 입영연기를 했다.
2005년 3월 재검사를 받았는데 이때 아버지가 재직 중인 고려대 안암병원에서 받은 진단서를 제출했다. 이 진단서에 따르면 최 씨는‘요추 4-5간 추간판 탈출증(허리디스크)’판정을 받았고 이 진단서에 따라 보충역(4급) 판정을 받았다.
2005년 8월 입대한 최 씨는 한 달여간의 훈련을 거쳐 서울 용산구의 한 고교에서 공익(행정보조)요원으로 근무했다. 2005년 병무청에 제출한 경위서에서 “중고교 시절 친구의 장난으로 허리를 삐끗한 적이 있었고, 고3 때 체중이 25kg 늘면서 몸에 무리가 왔다. 중국에서 유학할 때 혼자 이사하고 청소하는 과정에서 허리에 무리가 많이 왔는데, 무거운 짐을 지다가 허리에 갑자기 경련이 오면서 쓰러져 일주일 동안 침을 맞았다”고 설명했다.
하지만 최 씨가 수술 등 적극적인 치료를 했다는 기록이 없다는 점, 공익근무지 중 ‘가장 편한’ 곳으로 꼽히는 학교에서 근무했다는 점 등이 추가로 제기된 의혹이었다. 이에 최 후보자 측은 “수술을 받을 경우 오히려 악화될 수도 있다는 의견에 따라 수술을 보류했다. 체중감량, 슬링운동치료와 함께 가벼운 운동을 해 오고 있으며 현재도 과격하고 힘든 운동을 삼가면서 생활하고 있다”고 해명했다. 또 아버지가 재직 중인 고려대 안암병원에서 진단을 받게 된 것은 ‘교직원 자녀에게 진료비가 할인(40%)됐기 때문’이라고 말했다. 공익근무지는 서울지방병무청에서 컴퓨터 무작위 배정 방식에 따라 서울시교육청으로 지정됐으며 당시 최 후보자 가족이 종로구 동숭동에 살고 있어 출퇴근 거리가 가까운 용산구의 학교에서 근무하게 됐다는 것이다.

#### 인사청문보고서 채택
2011년 9월 16일 국회 문화체육관광방송통신위원회(위원장 전재희)는 인사청문회를 마친 최광식 후보에 대한 인사청문경과보고서를 채택했다. 최 후보는 민주당을 비롯한 야당 의원들의 “부적격하다”고 의견에도 불구하고 한나라당 수적 우위로 장관자리에 앉게 됐다.
한편, 2011년 9월 5일 강운태 광주광역시장이 5ㆍ18민주화운동 기록물 유네스코 세계기록유산 등재 인증서 전달식에서 "최광식 문화재청장이 등재과정에서 많은 노력을 했다"며 "이 자리에 참석한 김진표 민주당 원내대표에게 최 내정자가 국회 청문회에서 무조건 통과되도록 해달라고 건의했다"고 밝혔다.